# Torre Vinyals del carrer Jaume Mimó
La Torre Vinyals del carrer Jaume Mimó era una obra del monumentalisme academicista de Cerdanyola del Vallès (Vallès Occidental) inclosa a l'Inventari del Patrimoni Arquitectònic de Catalunya.

## Descripció
Edifici aïllat envoltat de jardí, tenia estructura basilical i estava format per planta baixa, pis i golfes, amb cobertes de teula a dos vessants a dos nivells. La façana era simètrica, amb un cos central més avançat i més alt i porxo d'accés a la planta baixa. Les obertures eren rectangulars. El conjunt mostrava una gran simplicitat de línies i d'elements decoratius, amb predomini dels motius geomètrics en els esgrafiats.
Actualment ha desaparegut i ha estat substituïda per un edifici de nova construcció.